# Alia Saeed Mohammed
Alia Saeed Mohammed, nata Medina Kadir (in arabo علياء سعيد محمد‎?; 18 maggio 1991), è una mezzofondista etiope naturalizzata emiratina.

## Palmarès
| Anno                                        | Manifestazione                    | Sede           | Evento        | Risultato | Prestazione | Note |
| ------------------------------------------- | --------------------------------- | -------------- | ------------- | --------- | ----------- | ---- |
| In rappresentanza dell' Etiopia             |                                   |                |               |           |             |      |
| 2007                                        | Mondiali allievi                  | Ostrava        | 800 m piani   | Batteria  | 2'13"77     |      |
| 2008                                        | Campionati africani               | Addis Abeba    | 800 m piani   | Batteria  | 2'15"46     |      |
| 2008                                        | Mondiali juniores                 | Bydgoszcz      | 800 m piani   | Batteria  | 2'15"46     |      |
| In rappresentanza degli Emirati Arabi Uniti |                                   |                |               |           |             |      |
| 2010                                        | Campionati arabi juniores         | Il Cairo       | 3000 m piani  | Argento   | 9'27"46     |      |
| 2011                                        | Campionati asiatici               | Kōbe           | 5000 m piani  | 4ª        | 15'52"07    |      |
| 2011                                        | Campionati arabi                  | al-'Ayn        | 1500 m piani  | Argento   | 4'22"48     |      |
| 2011                                        | Campionati arabi                  | al-'Ayn        | 5000 m piani  | Argento   | 16'10"67    |      |
| 2011                                        | Giochi panarabi                   | Doha           | 5000 m piani  | Oro       | 16'11"54    |      |
| 2011                                        | Mondiali                          | Taegu          | 5000 m piani  | Batteria  | 16'10"37    |      |
| 2012                                        | Campionati asiatici indoor        | Hangzhou       | 1500 m piani  | 8ª        | 4'28"32     |      |
| 2012                                        | Campionati asiatici indoor        | Hangzhou       | 3000 m piani  | 4ª        | 9'01"03     |      |
| 2012                                        | Mondiali indoor                   | Istanbul       | 3000 m piani  | 10ª       | 9'15"74     |      |
| 2012                                        | Campionati dell'Asia occidentale  | Dubai          | 5000 m piani  | Oro       | 16'20"62    |      |
| 2012                                        | Campionati dell'Asia occidentale  | Dubai          | 10000 m piani | Oro       | 34'23"72    |      |
| 2013                                        | Campionati asiatici               | Pune           | 5000 m piani  | 4ª        | 15'45"55    |      |
| 2013                                        | Campionati asiatici               | Pune           | 10000 m piani | Argento   | 32'39"39    |      |
| 2013                                        | Giochi della solidarietà islamica | Palembang      | 10000 m piani | Bronzo    | 33'44"12    |      |
| 2014                                        | Campionati asiatici indoor        | Hangzhou       | 3000 m piani  | Bronzo    | 8'56"78     |      |
| 2014                                        | Mondiali indoor                   | Sopot          | 3000 m piani  | 11ª       | 9'21"23     |      |
| 2014                                        | Giochi asiatici                   | Incheon        | 5000 m piani  | 6ª        | 15'30"46    |      |
| 2014                                        | Giochi asiatici                   | Incheon        | 10000 m piani | Oro       | 31'51"86    |      |
| 2015                                        | Campionati arabi                  | Manama         | 10000 m piani | Oro       | 32'16"97    |      |
| 2015                                        | Campionati asiatici               | Wuhan          | 5000 m piani  | Oro       | 15'28"74    |      |
| 2015                                        | Campionati asiatici               | Wuhan          | 10000 m piani | Oro       | 31'52"29    |      |
| 2015                                        | Mondiali                          | Pechino        | 10000 m piani | dnf       | dnf         |      |
| 2016                                        | Campionati asiatici indoor        | Doha           | 3000 m piani  | Bronzo    | 8'48"62     |      |
| 2016                                        | Giochi olimpici                   | Rio de Janeiro | 10000 m piani | 23ª       | 31'56"74    |      |
| 2017                                        | Campionati asiatici               | Bhubaneswar    | 5000 m piani  | Argento   | 15'59"95    |      |
| 2017                                        | Campionati asiatici               | Bhubaneswar    | 10000 m piani | dnf       | dnf         |      |
| 2017                                        | Giochi della solidarietà islamica | Baku           | 5000 m piani  | 4ª        | 15'00"45    |      |
| 2017                                        | Giochi della solidarietà islamica | Baku           | 10000 m piani | Bronzo    | 31'49"01    |      |
| 2017                                        | Campionati arabi                  | Radès          | 5000 m piani  | Oro       | 16'39"41    |      |
| 2017                                        | Campionati arabi                  | Radès          | 10000 m piani | Oro       | 38'53"31    |      |
| 2017                                        | Giochi asiatici indoor            | Aşgabat        | 3000 m piani  | Oro       | 9'25"03     |      |
| 2018                                        | Campionati dell'Asia occidentale  | Amman          | 5000 m piani  | Bronzo    | 16'43"31    |      |
| 2018                                        | Campionati dell'Asia occidentale  | Amman          | 10000 m piani | Argento   | 33'54"95    |      |
| 2018                                        | Giochi asiatici                   | Giacarta       | 5000 m piani  | 8ª        | 16'09"49    |      |
| 2018                                        | Giochi asiatici                   | Giacarta       | 10000 m piani | 4ª        | 32'18"32    |      |
| 2023                                        | Mondiali                          | Budapest       | Maratona      | dnf       | dnf         |      |